# Robert Lowell

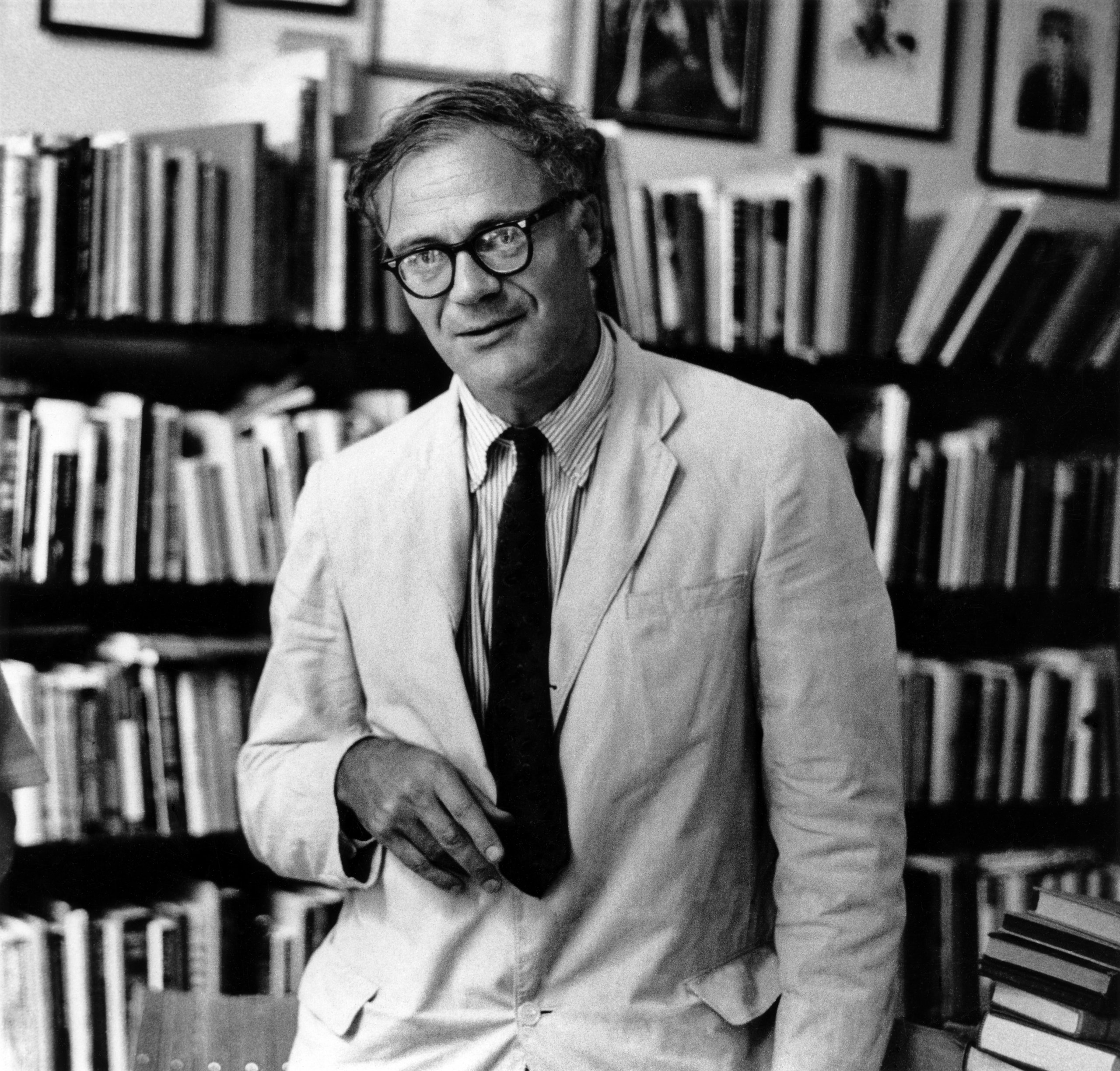
Robert Lowell in 1965, foto van Elsa Dorfman

Robert Lowell (Boston, 1 maart 1917 — New York, 12 september 1977), geboren als Robert Traill Spence Lowell, Jr., was een Amerikaans dichter die behoort tot de stroming van de confessionele poëzie. Lowell wordt beschouwd als de vader van deze beweging, en is daarnaast ook van belang omdat hij een aantal bekende dichters  van de jaren 1950 en 1960, onder wie Anne Sexton, Elizabeth Bishop  en Sylvia Plath, heeft beïnvloed. In 1947 en 1974 ontving hij de Pulitzerprijs voor poëzie.

## Werk
- Land of Unlikeness (1944)
- Lord Weary's Castle (1946)
- The Mills of The Kavanaughs (1951)
- Life Studies (1959)
- Phaedra (traduction) (1961)
- Imitations (1961)
- For the Union Dead (1964)
- The Old Glory (1965)
- Near the Ocean (1967)
- The Voyage & other versions of poems of Baudelaire (1969)
- Prometheus Bound (1969)
- Notebook (1969) (Herziene en uitgebreide editie, 1970)
- For Lizzie and Harriet (1973)
- History (1973)
- The Dolphin (1973)
- Selected Poems (1976) (Herziene editie, 1977)
- Day by Day (1977)

## Over Lowell
- Kay Redfield Jamison Robert Lowell: Setting the River on Fire, biografie ISBN 978-0307700278

- Bibsys: 90085298
- Biblioteca Nacional de España: XX841153
- Bibliothèque nationale de France: cb120900260 (data)
- Catàleg d'autoritats de noms i títols de Catalunya: 981058608335606706
- CiNii: DA01724695
- Digitale Bibliotheek voor de Nederlandse Letteren: lowe009
- Gemeinsame Normdatei: 11878062X
- International Standard Name Identifier: 0000 0000 8360 2955
- Library of Congress Control Number: n79023350
- Nationale Bibliotheek van Letland: 000036492
- MusicBrainz: b078899a-593a-4a11-b4f0-017dcbe2c3a5
- Bibliotheek van het Japanse parlement: 00448109
- Nationale Bibliotheek van Tsjechië: xx0047238
- Nationale bibliotheek van Australië: 35835937
- Nationale Bibliotheek van Israël: 987007264720505171
- Nationale en Universitaire bibliotheek Zagreb: 000054281
- Nederlandse Thesaurus van Auteursnamen: 069173710
- Réseau des bibliothèques de Suisse occidentale: 02-A003533481
- LIBRIS: 217809
- SNAC: w6930t5t
- Système universitaire de documentation: 029230896
- Trove: 1109155
- Virtual International Authority File: 17249803
- WorldCat: E39PBJjxmW6RcGdP7fph7p9qwC